# Homoet
Homoet is een buurtschap en voormalige Hoge heerlijkheid in de gemeente Overbetuwe in Gelderland. De buurtschap Homoet ligt tussen het Gelderse Elst en Driel. Het huis, centrum van de voormalige hoge heerlijkheid, heeft vermoedelijk gestaan op het huidige terrein Hoge Woerd ten westen van de buurtschap. Het is waarschijnlijk in de 15de eeuw gesloopt.

## Geschiedenis

Jan II van Homoet, Wapenboek Gelre

De oudste melding is een oorkonde van 4 oktober 1347 waarin de hertog van Gelre ridder Jan van Homoet aanstelt als ‘’ambtman en regter’’ in de Over-Betuwe. Homoet had het ambt in pand waarvoor hij 5.498 pond en 16 shilling had betaald. De hertog kon hem of zijn erfgenamen niet uit het ambt zetten zolang deze niet terug betaald had.Hij kreeg daarbij het dijkgraafschap en verplichtte zich zo nodig met gewapende lieden ten strijde te trekken. In 1349 staat hij samen met o.a. de heer van Brunchorst borg voor Hertog Reinald onder belofte van inleisting. Jan (Johan sr.) overleed ca. 1350.
In 1355 bevestigt de hertog van Gelre dat Johans zoon, Johan II gehuwd met Elisabeth van Bronckhorst, onder dezelfde voorwaarden als zijn vader als ambtman en richter van Over-Betuwe wordt benoemd. Hieruit blijkt dat de hertog bij leven van Johan niets van zijn schuld had ingelost waardoor hij de erfgenaam niet uit het ambt kon zetten. In 1361 werd de pandsom door Eduard, hertog van Gelre, vanwege zijn geldbehoefte verhoogd tot 18.824 pond.
In 1362 werd Reynalt, knape en zoon van Johan (II) beleend met ‘’geheelen Hoomoet’’ door Henrick van Oesterholt. Johans vader had Homoet in leen gehad van Henricks vader. Uit de beleningsbrief van 2 december 1362 blijkt dat Homoet een leen van de heren van Oesterholt was en niet een allodiaal goed zoals Van Spaen veronderstelde. Reynalt werd in 1363 samen met o.a. Arnts van der Lawic, beiden als knape, en raad en vriend van Eduard genoemd. Zij staan borg voor de pandsom die de hertog verschuldigd is aan zijn drost Jan van Meurs. Reynalt overleed kinderloos.
In 1432 werden door hertog Arnold aan Johan (III), heer van Homoet zijn misdaden, waaronder doodslag, kwijtgescholden. Tegen hem als ambtman werd een klacht ingediend door ridder Jorden van der Lawic vanwege het strenge beleid waar de bewoners onder te lijden hadden. Van Homoet liet Jorden gevangennemen, mishandelen en doodslaan. Vervolgens liet hertog Arnold de heer van Homoet in 1445, met hulp van de steden Arnhem en Nijmegen en de ridderschap Over-Betuwe uit het ambt zetten en werden al zijn goederen opgeëist.
In 1486 verkoopt Henrick (II), heer van Homoet en Wisch (half) de heerlijkheid met 10 lenen aan Oswald, heer van Bergh.
In 1577 is Homoet feitelijk bezit van Frederik van den Bergh. Als zogenaamde 'bannerheer' van Homoet probeerde Frederik sessie in de landschapsvergadering te krijgen, wat hem niet toegestaan werd.

## Monumenten
Een gedeelte van een terrein aan de Homoetsestraat is als archeologisch monument van rijkswege beschermd. Er zijn sporen van bewoning uit de IJzertijd, Romeinse Tijd en Late Middeleeuwen aanwezig. Het monument is van algemeen belang vanwege zijn betekenis voor de wetenschap.
De Nederlands Hervormde kerk is een gemeentelijk monument.